# Montrevel-et-Doissin
Montrevel-et-Doissin est une ancienne commune de l'Isère, supprimée en 1836 au profit de deux nouvelles communes qui sont créées sur son territoire : Doissin et Montrevel.